# Pseudorucentra sybroides
Pseudorucentra sybroides là một loài bọ cánh cứng trong họ Cerambycidae.